# Spoorbrug over het Stieltjeskanaal
De Spoorbrug over het Stieltjeskanaal is een spoorbrug over het Stieltjeskanaal in de gemeente Coevorden, in de Nederlandse provincie Drenthe. 

## Geschiedenis
De brug was onderdeel van de spoorlijn Nieuw-Amsterdam - Schoonebeek. Deze lijn is aangelegd in de jaren 1942 - 1943 door de Nederlandse Spoorwegen en gebruikt door de Nederlandse Aardolie Maatschappij om olie te transporteren uit het olieveld onder Schoonebeek. Door de verbreding van het Stieltjeskanaal is de oorspronkelijk brug in 1971 vervangen door een nieuwe brug.

## Monument
In de jaren negentig is de spoorlijn opgeheven en zijn de sporen verwijderd. De brug is bewaard gebleven, vastgeschroefd en staat nu permanent open. Het is een monument in het landschap.